# Jim Bailey
James John „Jim” Bailey (ur. 21 lipca 1929 w Sydney, zm. 31 marca 2020 w Bellingham) – australijski lekkoatleta, średniodystansowiec
Podczas igrzysk Imperium Brytyjskiego i Wspólnoty Brytyjskiej (1954) awansował do finałowego biegu na 880 jardów, którego jednak nie ukończył i został sklasyfikowany na 9. miejscu. Na igrzyskach olimpijskich w 1956 odpadł w półfinale na 800 metrów (ostatecznie 11. pozycja).
Czterokrotny medalista mistrzostw kraju, w tym mistrz Australii w biegu na 880 jardów w 1951 i 1954.

## Rekordy życiowe
- Bieg na 800 metrów – 1:48,8 (3 września 1956, Eugene) były rekord Australii[3]